# Major League Wrestling
La Major League Wrestling (MLW) est une fédération de catch et une webradio américaine basée à Orlando. Il a été fondé en 2002 à Philadelphie par l'ancien scénariste de la World Wrestling Federation, Court Bauer, avant qu'elle ne déménage à New York , puis en Floride. La MLW organise plusieurs événements en direct et enregistrements pour une émission télévisée intitulée Underground TV, diffusée sur Sunshine Network. Son fondateur, Court Bauer, l'a décrit comme la fédération « la plus violente et la plus agressive, combinée à des scénarios novateurs », également décrite comme de la « lutte hybride », un mélange de styles de catch. Toutefois, la MLW ferme ses portes en 2004 en raison d’un manque d’argent après le départ d'investisseurs.
En 2011, Bauer relance la MLW en en faisant une webradio d'information sur le catch américain. En juillet 2017, avec une nouvelle émission télévisée hebdomadaire nommée MLW Fusion, présentée pour la première fois sur BeIN Sports en avril 2018. Depuis lors, leur effectif a été élargi pour inclure de nombreux catcheurs du circuit indépendant nord américain comme Matt Riddle ou Pentagón Jr.. En 2019, la MLW noue des partenariats avec The Crash Lucha Libre (en) et la Pro Wrestling NOAH.

## Histoire

### Fondation (2002-2004)
Après la fermeture et le rachat en 2001 de la World Championship Wrestling (WCW) et de l'Extreme Championship Wrestling (ECW) par la World Wrestling Federation (WWF), connue sous le nom de WWE, Court Bauer fonde la Major League Wrestling (MLW) le 15 juin 2002. La MLW se présente comme une alternative au divertissement sportif qu'est la WWE. Son fondateur, Court Bauer, a décrit le produit de MLW comme « la plus violente et la plus agressive, combinée à des scénarios novateurs », ce qui est ce qui a fait le succès de l'ECW. Le premier spectacle le 15 juin s’intitule MLW Genesis où un tournoi a lieu pour désigner le premier champion du monde poids lourd de la MLW que remporte Shane Douglas après sa victoire face à Vampiro et Taiyō Kea en finale. En décembre 2002, la MLW organise un tournoi pour désigner les champions du monde par équipes de la MLW qui voit le sacre de C. W. Anderson et Simon Diamond (en) après avoir vaincu Steve Williams et P.J. Friedman en finale le 9 mai 2003,.
En 2003, la fédération déménage en Floride et obtient un accord avec Sunshine Network pour diffuser une émission de catch Underground TV à partir du 7 avril 2003. Joey Styles y commente des matchs préenregistrés. La fédération cesse ses activités en mars 2004.

### MLW Webradio (2011-...)
Court Bauer a travaillé pour la World Wrestling Entertainment (WWE) après la fermeture de la MLW de 2005 à 2007. En 2011, le catcheur Mister Saint Laurent lui propose de faire un podcast où ils donnent leur avis sur l'actualité du catch. La MLW est alors relancée comme webradio.
| Titre                                         | Animateurs                                    |
| --------------------------------------------- | --------------------------------------------- |
| 83 Weeks                                      | Eric Bischoff et Conrad Thompson              |
| Cigars, Scars & Superstars with Terri Runnels | Terri Runnels                                 |
| Down and Dirty with Duch Mantell              | Dutch Mantell et Matt Farmer                  |
| Eastern Lariat                                | Strigga et Dylan Harris                       |
| Front Row Material                            | Jerry Lynn et Mikey Whipwreck                 |
| Why it ended ...                              | Robbie E et Matt Koon                         |
| The JJ Dillon Show                            | J.J. Dillon et Rich Bocchini                  |
| Kevin Sullivan's Helluva Deal                 | Kevin Sullivan et Mister Saint Laurent        |
| Lucha Talk                                    | Fredo Esparza, Dylan Harris et Raul Rodriguez |
| Marty & Sarah Love Wrestling                  | Marty DeRosa et Sarah Shockey                 |
| MLW Radio : The Flagship                      | Court Bauer, Mister Saint Laurent et Konnan   |
| MLW Radio Extra                               | Court Bauer, Mister Saint Laurent et Konnan   |
| Press Slam                                    | Chuck Carroll, Scott Fishman et Aaron Oster   |
| Prime Time with Sean Mooney                   | Sean Mooney                                   |
| The Fight Junkies                             | Steven Muehlhausen et Charles DiGisco         |
| Something to Wrestle with Bruce Prichard      | Bruce Prichard et Conrad Thompson             |
| Sunday Night's Main Event                     | Jason Agnew                                   |
| The Never Jobcast                             | Chico El Luchador                             |
| What Happened When?                           | Tony Schiavone (en) et Conrad Thompson        |
| Writer's room with Robert Karpeles            | Robert Karpeles                               |

### Renaissance etMLW Fusion(2017-...)
En 2017, la MLW annoncé qu'elle reprend ses activités d'organisation de spectacles de catch. Le premier d'entre eux, intitulé MLW One-Shot, dont les billets sont en vente dès le 21 juillet 2017. La même année, MLW a annoncé qu'elle va organiser plus de spectacles à Orlando en 2018.
Compte tenu du succès de leurs spectacles, la MLW signe un contrat de diffusion avec beIN Sports USA pour produire un nouveau programme, MLW Fusion , qui débute le 20 avril 2018  Leur premier épisode voit s'affronter Pentagon Jr. contre Fenix dans le match phare. Fin mai, la MLW annonce l'organisation de Battle Riot pour le 19 juillet à New York dont le match phare est une bataille royale opposant 40 catcheurs. Le vainqueur de ce combat obtient le droit à un match pour le championnat du monde poids lourd à utiliser n'importe quand.
En 2019, la MLW continue sa croissance grâce à la diffusion à l'international de MLW Fusion en Israël sur Ego TV ainsi qu'en Grande Bretagne et Irlande sur Premiere Media’s Freesports TV,. Le 25 juillet, la MLW annonce un partenariat avec la Pro Wrestling NOAH permettant à la MLW de faire venir des catcheurs japonais. Un second partenariat à l'international est annoncé le 11 août avec la fédération mexicaine The Crash Lucha Libre (en). Ce partenariat avec The Crash Lucha Libre prend fin en fin d'année quand la MLW décide de faire de la Lucha Libre AAA Worldwide.
Le partenariat avec la Pro Wrestling NOAH prend fin et la MLW décide de nouer un accord avec la Dragon Gate en février 2020. Quelques jours plus tard, la MLW annonce que Webedia va diffuser diffuser MLW Fusion en France. Un mois plus tard, c'est la chaîne câblée Fight Klub qui va diffuser MLW Fusion en Pologne.

## Personnel de laMajor League Wrestling
En 2018, la MLW signe plusieurs catcheurs qui peuvent apparaître dans d'autres fédérations de catch mais ils doivent prioriser la MLW,.

## Championnats
| Nom                                          | Actuel champion                    | Date de victoire | Événement                   | Réf |
| -------------------------------------------- | ---------------------------------- | ---------------- | --------------------------- | --- |
| MLW World Heavyweight Championship           | Matt Riddle                        | 11 janvier 2025  | MLW Kings Of Colosseum 2025 |     |
| MLW World Tag Team Championship              | Los Depredadores (Magnus & Rugido) | 2 mai 2025       | CMLL Vs MLW                 |     |
| MLW World Middleweight Championship          | Vacant                             | 5 avril 2025     | MLW Battle Riot VII         |     |
| MLW National Openweight Championship         | Ultimo Guerrero                    | 2 mai 2025       | CMLL Vs MLW                 |     |
| MLW World Women’s Featherweight Championship | Shoko Nakajima                     | 11 janvier 2025  | MLW Battle Riot VII         |     |

| Nom                                 | Dernier champion | Date de victoire  | Événement     | Réf    |
| ----------------------------------- | ---------------- | ----------------- | ------------- | ------ |
| MLW Junior Heavyweight Championship | Sonjay Dutt      | 19 septembre 2003 | MLW War Games | [ 24 ] |

### Autres accomplissements
| Accomplissement | Dernier(s) gagnant(s) | Date              | Événement          | Gagnant(s) précédent(s) |
| --------------- | --------------------- | ----------------- | ------------------ | ----------------------- |
| Battle Riot     | Matt Riddle           | 5 avril 2025      | Battle Riot VII    | Matt Riddle             |
| Opera Cup       | Mistico               | 14 septembre 2024 | MLW Fightland 2024 | Davey Boy Smith Jr.     |

## Evènements
| Mois      | Évènement       | Date             | Main Event                                                                            |
| --------- | --------------- | ---------------- | ------------------------------------------------------------------------------------- |
| Juillet   | Never Say Never | 8 juillet 2023   | Alexander Hammerstone (c) contre Alex Kane pour le MLW World Heavyweight Championship |
| Septembre | Fury Road       | 3 septembre 2023 |                                                                                       |
| Octobre   | Slaughterhouse  | 14 octobre 2023  |                                                                                       |
| Novembre  | Fightland       | 18 novembre 2023 |                                                                                       |
| Décembre  | One Shot        | 7 décembre 2023  |                                                                                       |